# Inga caudata
Inga caudata är en ärtväxtart som beskrevs av Ellsworth Paine Killip. Inga caudata ingår i släktet Inga och familjen ärtväxter. IUCN kategoriserar arten globalt som sårbar. Inga underarter finns listade i Catalogue of Life.